# 세스나 170

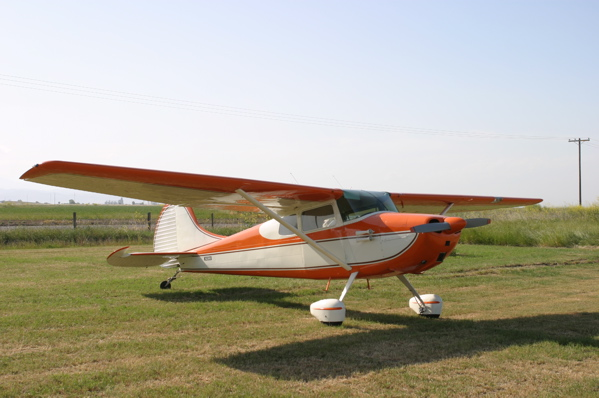

세스나 170(Cessna 170)은 세스나에서 1948년부터 1956년까지 생산한 미국의 단일 엔진, 4인승 일반 항공 항공기이다.
이 항공기는 역사상 가장 많이 생산된 항공기인 세스나 172의 전신으로, 1956년에 생산된 170을 대체했다.

## 개발

### 170
1948년 말, 세스나는 금속 동체와 꼬리, 천으로 덮인 고정현 날개를 갖춘 170의 판매를 시작했다. 이 초기 170은 더 강력한 145hp(108kW) 컨티넨털 C145-2와 한 날개에 추가로 상호 연결된 연료 탱크를 갖춘 인기 있는 140의 4인승 버전으로, 3개의 탱크에 총 36갤런을 담을 수 있다. 140과 마찬가지로 "V" 스트럿으로 지지되는 천으로 덮인 날개와 함께 금속으로 제작되었다.

### 170A
1949년에 세스나는 최대 편향이 50도인 약간 확대된 평면 플랩의 외부로 테이퍼진 제로 2면체 날개, 2개의 21갤런 연료 탱크 및 "V" 스트러트를 대체하는 단일 스트럿을 갖춘 완전 금속 170인 170A를 마케팅하기 시작했다. 170의 이 버전과 후속 버전의 170은 더 큰 세스나 190 및 195 모델의 핀/방향타 모양을 공유했다.

### 305
1950년에 미공군, 육군, 해병대는 170의 군용 변형 모델인 모델 305를 사용하기 시작했다. 모델 305는 군에서 L-19로 명명했고 나중에는 O-1 버드 도그로 명명했다. 전방 항공 통제 및 정찰 항공기로 사용되었다. 버드 도그는 기본 170에서 광범위하게 재설계되었으며 수정된 2인용 좌석 동체와 최대 60°까지 전개되는 대형 수정 파울러 플랩이 있는 날개를 포함했다.

### 170B
1952년에 세스나 170B가 출시되었다. 이 항공기는 군용 버전과 유사한 2면체를 통합하고 플랩 바깥쪽으로 점점 가늘어지는 새로운 날개를 특징으로 한다. B 모델에는 C-305/버드 도그에서 채택한 최대 40°까지 편향되는 매우 효과적인 수정된 파울러(Fowler, 슬롯형, 후방 이동) 윙 플랩이 장착되었으며, 이는 오늘날 세스나 경량 싱글에 적용되는 날개 디자인이다(중앙선에서 100인치(2,500mm)(플랩의 바깥쪽 끝)까지 64인치(1,600mm)의 현이 있는 일정한 NACA 2412 단면, 그 다음 중심선에서 208인치에서 44인치(1,100mm) NACA 2412 단면 현으로 테이퍼링 중앙선, 테이퍼진 부분에 걸쳐 3도 씻김이 있음). 170B 모델에는 새로운 테일플레인, 수정된 테일휠 브래킷, 170 및 170A에 대한 기타 개선 사항도 포함되었다. 1952년에 7245달러에 판매되었다.
1955년에는 이전의 타원형 후면 사이드 윈도우가 사각형 디자인으로 변경되었다.

### 170C
N37892(c/n 609)로 등록된 밑창 170C는 1954년 11월에 재설계된 정사각형 수직 안정판을 사용하여 제작되었다. 생산은 이루어지지 않았고 프로토타입은 1956년 1월에 둥근 꼬리를 가진 170B 표준으로 전환되었다. 그러나 170C는 세스나 172로 개발되었으며 초기 모델은 170C의 사각형 꼬리를 공유했다.

## 운용 국가
- 도미니카 공화국
- 엘살바도르
- 과테말라
- 온두라스

## 제원(170B)

### 일반적 특성
- 승무원: 1
- 정원: 3명
- 길이: 7.607m(24피트 11+1⁄2인치)
- 날개 길이: 11m(36피트)
- 높이: 2.01m(6피트 7인치)
- 날개 면적: 174평방피트(16.2m2)
- 종횡비: 7.46:1
- 에어포일: NACA 2412
- 공차 중량: 547kg(1,205lb)
- 총 중량: 998kg(2,200lb)
- 연료 용량: 42 US gal(160 L, 35 imp gal)
- 동력 장치: 1 × Continental C145-2 공랭식 6기통, 145hp(108kW)

### 성능
- 최대 속도: 140mph(230km/h, 120kn)
- 순항 속도: 120mph(190km/h, 100kn)
- 실속 속도: 52mph(84km/h, 45kn)
- 지속시간: 4.5시간 이상
- 서비스 천장: 4,700m(15,500피트)
- 상승 속도: 690ft/min(3.5m/s)

## 같이 보기
- 세스나 172

### 출전
1. 1 2  Phillips 1986, p. 15
2. ↑  “Cessna170-B”. 《Flying》. February 1952. 62쪽.
3. ↑  Simpson, R.W. (1995). 《Airlife's General Aviation》 2판. Airlife Publishing. ISBN 1853105775.

### 서적
- Bridgman, Leonard (1955). 《Jane's All The World's Aircraft 1955–56》. New York: McGraw-Hill. ASIN B000SCX4MQ.
- Hagedorn, Daniel P. (1993). 《Central American and Caribbean Air Forces》. Kent, UK: Air-Britain (Historians). ISBN 978-0851302102.
- Phillips, Edward H. (1986). 《Wings of Cessna, Model 120 to the Citation III》. Flying Books. ISBN 978-0911139051.
- Thompson, William D. (1991). 《Cessna Wings for the World, the Single-Engine Development Story》. Maverick Publications. ISBN 978-0892882212.